# Оскар Бентон
О́скар Бе́нтон (англ. Oscar Benton; настоящее имя Фердинанд ван Эйс, 3 февраля 1949, Харлем — 8 ноября 2020, Эймёйден, Северная Голландия) — нидерландский музыкант и композитор, лидер группы Oscar Benton Blues Band. Она приобрела известность в 1968 году, заняв второе место на фестивале джаза в Лосдрехте.

## Личная жизнь
Бентон родился 3 февраля 1949 года в Харлеме.  Он научился играть на мандолине и скрипке в консерватории.
8 ноября 2020 года умер в городе Эймёйден.

## Карьера

### Участие в группе
Первый состав своей группы Оскар Бентон собрал в Харлеме в 1967 году. Музыканты взяли себе англоязычные псевдонимы: Петер ван Каутен (басист) стал Хэнком Хоукинсом, Херман Соверейн (ударник) — Танни Лентом, а Фердинанд ван Эйс — Оскаром Бентоном.
В 1968 году был записан дебютный альбом «Feel So Good», а после выступления на фестивале Loosdrechtse Jazz festival — второй альбом, «The Blues Is Gonna Wreck My Life», который попал в британские чарты.
В 1974 году группа распадается, Бентон пытается сделать сольную карьеру.
Успех пришёл к Бентону в 1981 году после того, как Ален Делон использовал его песню Bensonhurst Blues в фильме «За шкуру полицейского». В результате песня стала хитом номер один во многих странах, включая Францию, Румынию, Болгарию, Японию, Марокко, Голландию и Израиль. И хотя автором и первым исполнителем песни является Арти Каплан, известной она стала именно в исполнении Оскара Бентона.
В 1987 году группа Oscar Benton Blues Band воссоединяется и в этом составе существует до 1993 года. Группа имела огромный успех у публики, выступала на таких фестивалях, как «Amsterdam Blues Festival» и «Belgium Rhythm & Blues Festival».

### Дискография
Альбомы
- Студийные альбомы
  - 1968 — Feel So Good
  - 1969 — The Blues Is Gonna Wreck My Life
  - 1971 — Benton '71
  - 1972 — Draggin' Around
  - 1974 — Bensonhurst Blues
  - 1989 — Blues Party
  - 1993 — Best Part Of My Life
  - 2004 — Home
  - 2011 — Oscar Benton Is Still Alive
  - 2018 — I Am Back
  - 2019 — Mirrors Don’t Lie (вместе с Johny Laporte)
- Синглы и EP
  - 1969 — Have You Seen My Wife
  - 1969 — ('T Ain't) Nobody's Business (If I Do)
  - 1970 — Somebody's Stolen Your Heart
  - 1989 — Where Will I Go?
- Сборники
  - 1972 — The Best Of
  - 1989 — The Best Of Oscar Benton
- Концертные альбомы
  - 1990 — Live!
  - 2019 — The Oscar Benton Bluesband Live At Haarlem Jazz & More